# Ares IV
Ares IV fou un disseny per a un vehicle de llançament pesant que hauria pogut servir per missions tripulades. Consistia en una combinació d'un coet Ares V amb el tram superior d'un Ares I. Hauria tingut una càrrega útil de 41 tones a una altitud de 390 km per a una injecció translunar directa. Fou proposat per al Projecte Constellation, amb el qual la NASA pretenia continuar l'exploració espacial després de la retirada del transbordador espacial.